# Europees kampioenschap zeilwagenrijden 1994
Het Europees kampioenschap zeilwagenrijden 1994 was een door de Internationale Vereniging voor Zeilwagensport (FISLY) georganiseerd kampioenschap voor zeilwagenracers. De 32e editie van het Europees kampioenschap vond plaats in het Belgische De Panne. 

## Uitslagen
| klasse     | Goud                   | Zilver           | Brons            |
| ---------- | ---------------------- | ---------------- | ---------------- |
| Klasse 2   | Henri Demuysere        | Pascal Demuysere | Jan Fagerberg    |
| Klasse 3   | Jean Philippe Krischer | Egon Plovier     | Xavier Wyckmans  |
| Klasse 5 ♂ | Chris Wright           | Michel Jacq      | Tadeg Normand    |
| Klasse 5 ♀ | Anne Lefebvre          | Paula Leah       | Nathalie Devigne |

1963 ·
1964 ·
1965 ·
1966 ·
1967 ·
1968 ·
1969 ·
1970 ·
1971 ·
1972 ·
1973 ·
1974 ·
1975 ·
1976 ·
1977 ·
1978 ·
1979 ·
1980 ·
1981 ·
1982 ·
1983 ·
1984 ·
1985 ·
1986 ·
1987 ·
1988 ·
1989 ·
1990 ·
1991 ·
1992 ·
1993 ·
1994 ·
1995 ·
1996 ·
1997 ·
1998 ·
1999 ·
2000 ·
2001 ·
2002 ·
2003 ·
2004 ·
2005 ·
2006 ·
2007 ·
2009 ·
2010 ·
2011 ·
2013 ·
2015 ·
2016 ·
2017 ·
2019 ·
2020 ·